# Bánhegyi Gábor
Bánhegyi Gábor György (Budapest, 1957. december 26. – 2019. augusztus 30.) magyar biokémikus, intézetvezető, egyetemi tanár. A biológiai tudományok kandidátusa (1990), a Magyar Tudományos Akadémia doktora (1998).

## Életpályája
1976–1982 között a Semmelweis Egyetem hallgatója volt. 1982–1984 között a SOTE I. sz. Kémiai-Biokémiai Intézetének gyakornoka, 1984–1990 között tanársegéde, 1990–1999 között adjunktusa, 2006-tól egyetemi tanára volt. 1998-ban a Magyar Tudományos Akadémia doktora lett. 1999-ben habilitált. 2012-től a Semmelweis Egyetem Orvosi Vegytani, Molekuláris Biológiai és Patobiokémiai Intézet vezetője volt.
Kutatási területe az endoplazmás retikulum aszkorbinsav-transzportja, a máj endoplazmás retikuluma.
Temetése a Fiumei úti sírkertben volt.

## Családja
Szülei: Bánhegyi Ferenc és Hajagos Erzsébet voltak. Felesége, Daubner Mónika volt. Három lánya született: Kata (1983), Luca (1988) és Borbála (1990).

## Díjai
- Széchenyi professzor ösztöndíj (1998-2001)
- Huzella Tivadar-emlékérem (1999)
- Akadémiai Díj (2014)[10]